# 421 (getal)
421 is een natuurlijk getal dat volgt op 420 en voorafgaat aan 422.

## Wiskunde
- 421 is een priemgetal en de som van vijf opeenvolgende priemgetallen (73 + 79 + 83 + 89 + 97).
- Aan Amerikaanse universiteiten is Math 421 een vak voor gevorderden, dat de fourierreeks, partiële differentiaalvergelijkingen en laplacetransformaties omvat.

## Numerologie
In de numerologie wordt 421 als een Angel number beschouwd met als positieve boodschap om door te zetten en het gekozen pad te volgen.

## Technologie
- In de telefonie is 421 de landcode voor Slovakije.
- 421 is een foutcode in het Simple Mail Transfer Protocol (SMTP) die aangeeft dat de verbinding verbroken wordt, meestal om een tijdelijk probleem zoals overbelasting van de server of netwerkcongestie.

## Astronomie
- 421 Zähringia is een asteroïde met een diameter van ongeveer 14 kilometer. Ze werd ontdekt door Max Wolf op 7 september 1896.
- 421P/McNaught is een komeet.

## Muziek
- TK421 is een nummer van Lenny Kravitz dat verwijst naar een karakter uit Star Wars